# David Brenner (montatore)
David S. Brenner (Hollywood, 3 novembre 1962 – West Hollywood, 17 febbraio 2022) è stato un montatore statunitense.
Nel 1990 ha vinto l'Oscar al miglior montaggio insieme a Joe Hutshing per il film Nato il quattro luglio.

## Filmografia
- Talk Radio, regia di Oliver Stone (1988)
- Nato il quattro luglio (Born on the Fourth of July), regia di Oliver Stone (1989)
- The Doors, regia di Oliver Stone (1991)
- La notte e la città (Night and the City), regia di Irwin Winkler (1992)
- Tra cielo e terra (Heaven & Earth), regia di Oliver Stone (1993)
- The River Wild - Il fiume della paura (The River Wild), regia di Curtis Hanson (1994)
- Paura (Fear), regia di James Foley (1996)
- Independence Day, regia di Roland Emmerich (1996)
- Lolita, regia di Adrian Lyne (1997)
- Al di là dei sogni (What Dreams May Come), regia di Vincent Ward (1998)
- Il patriota (The Patriot), regia di Roland Emmerich (2000)
- Kate & Leopold, regia di James Mangold (2001)
- Identità (Identity), regia di James Mangold (2003)
- The Day After Tomorrow - L'alba del giorno dopo (The Day After Tomorrow), regia di Roland Emmerich (2004)
- World Trade Center, regia di Oliver Stone (2006)
- Wanted - Scegli il tuo destino (Wanted), regia di Timur Bekmambetov (2008)
- 2012, regia di Roland Emmerich (2009)
- Wall Street - Il denaro non dorme mai (Wall Street: Money Never Sleeps), regia di Oliver Stone (2010)
- Pirati dei Caraibi - Oltre i confini del mare (Pirates of the Caribbean: On Stranger Tides), regia di Rob Marshall (2011)
- L'uomo d'acciaio (Man of Steel), regia di Zack Snyder (2013)
- 300 - L'alba di un impero (300: Rise of an Empire), regia di Noam Murro (2014)
- Escobar (Escobar: Paradise Lost), regia di Andrea Di Stefano (2014)
- Batman v Superman: Dawn of Justice, regia di Zack Snyder (2016)
- Snow Steam Iron, cortometraggio, regia di Zack Snyder (2017)
- Justice League, regia di Joss Whedon (2017)
- Zack Snyder's Justice League, regia di Zack Snyder (2021)
- Avatar - La via dell'acqua (Avatar: The Way of Water), regia di James Cameron (2022)